# Coanócito
Os coanócitos são células ovóides típicas das esponjas, dotadas de um flagelo cuja base é circundada por projeções da membrana plasmática, formando um funil.
Estas células estão relacionados com a nutrição do animal, capturam o alimento por fagocitose ou por pinocitose.
Nas esponjas mais simples, os coanócitos revestem apenas certos canais e câmaras internas.
Para além das esponjas, há um grupo de protozoários com uma forma em tudo semelhante aos coanócitos das esponjas, os coanoflagelados, o que permite associá-los em termos de filogenia. 